# Tipula (Eumicrotipula) parviloba
Tipula (Eumicrotipula) parviloba is een tweevleugelige uit de familie langpootmuggen (Tipulidae). De soort komt voor in het Neotropisch gebied.